# Jevgenij Lavrentjev
Jevgenij Lavrentjev (russisk: Евгений Александрович Лаврентьев) (født 6. september 1972 i Moskva i Sovjetunionen) er en russisk filminstruktør og manuskriptforfatter.

## Filmografi
- Litjnyj nomer (Личный номер, 2004)[1][2]